# Mięsień prostownik długi palucha

Mięśnie prostowniki długie palucha

Mięsień prostownik długi palucha (łac. musculus extensor hallucis longus) – w anatomii człowieka mięsień kończyny dolnej leżący w obrębie goleni, zaliczany do grupy przedniej mięśni goleni.
Mięsień ten leży dość głęboko, sąsiadując z mięśniem piszczelowym przednim i mięśniem prostownikiem długim palców, które przykrywają go w części proksymalnej. Ten pierwszy leży przyśrodowo, ten drugi zaś bocznie. Jego przyczep bliższy leży na środkowej części przyśrodkowej powierzchni kości strzałkowej, jak też na pobliskiej części błony międzykostnej. Przyśrodkowo od opisywanego mięśnia przebiega tętnica piszczelowa przednia. Tętnica ta zaopatruje prostownik długi palucha w krew tętniczą.
W części dalszej mięsień ten leży bardziej powierzchownie. Włókna jego idą ku dołowi i do przodu, by przejść w końcu w płaskie ścięgno, przechodzące dalej przez środkowy przedział troczka dolnego prostowników. W końcu włókna te osiągają swój przyczep dystalny na dalszym paliczku palucha, dokładniej na jego powierzchni grzbietowej. Przy mocnym unoszeniu palucha (a więc jego prostowaniu grzbietowym) ścięgno to widać przez skórę. Ma ono pojedynczą pochewkę maziową, położoną na grzbiecie stopy. W okolicy stawu skokowego górnego tętnica piszczelowa przednia przebiega pod opisywanym mięśniem, krzyżując go na skos, by stać się następnie tętnicą grzbietową stopy.
Mięsień ten unaczyniony jest przez tętnicę piszczelową przednią, a unerwiony przez nerw strzałkowy głęboki (L4–S1).
Odmianą anatomiczną może być dodatkowe pasmo ścięgniste czy też mięśniowe, które kończy się na I kości śródstopia. Używa się wtedy terminu musculus extensor hallucis longus accessorius.